# Marija Branković
Marija Branković ou Marie de Serbie (serbe : Марија Бранковић, 1466 - 27 août 1495) est princesse de Serbie par sa naissance et marquise de Montferrat par son mariage. Elle est la fille de Stefan Branković et d'Angelina Arianiti. En 1485, elle épouse le marquis Boniface III de Montferrat .

## Biographie
Depuis 1459 , les parents de Marija, le despote Stefan Branković et la princesse albanaise Angelina Arianiti, vivent en exil, et elle voit le jour en 1466 à Ohrid, en Macédoine.
Le 8 juin 1485 à Innsbruck, elle épouse Boniface III, marquis de Montferrat. Le couple a deux fils : Guillaume IX (1486-1518), marquis de Montferrat entre 1494 et 1518, et Jean-Georges (1488-1533), dernier marquis de Montferrat entre 1530 et 1533.
Boniface III tombe malade en 1493, et Marija exerce la régence . Il meurt en 1494 et elle reste régente, leurs fils étant encore mineurs. Marija meurt dès 1495 .